# Чемпионат мира по фехтованию 1931
Чемпионат мира по фехтованию в 1931 году проходил в Вене (Австрия); на момент проведения он считался европейским турниром, а статус чемпионата мира ему был присвоен задним числом в 1937 году. Среди мужчин соревнования проходили в личном и командном зачёте по фехтованию на саблях, рапирах и шпагах, среди женщин — только личное первенство на рапирах.

## Общий медальный зачёт
| Место | Страна         | Золото | Серебро | Бронза | Всего |
| ----- | -------------- | ------ | ------- | ------ | ----- |
| 1     | Венгрия        | 2      | 3       | 1      | 6     |
| 2     | Франция        | 2      | 2       | 1      | 5     |
| 3     | Италия         | 2      | 2       | 0      | 4     |
| 4     | Германия       | 1      | 0       | 1      | 2     |
| 5     | Австрия        | 0      | 0       | 2      | 2     |
| 6     | Великобритания | 0      | 0       | 1      | 1     |
| 6     | Швеция         | 0      | 0       | 1      | 1     |
| Всего | Всего          | 7      | 7       | 7      | 21    |

## Медалисты

### Мужчины
| Дисциплина                  | Золото | Серебро | Бронза |
| --------------------------- | --- | --- | --- |
| Шпага Личное первенство     | Жорж Бюшар | Бернар Шмец                                                                                                 | Поль Руссе                                                                                                  |
| Шпага Командное первенство  | Италия · Карло Агостони · Нино Бертолайа · Джанкарло Корнаджа-Медичи · Ренцо Миноли · Саверио Раньо · Франко Риккарди | Франция · Жак Кутро · Фернан Журдан · Луи Прат · Поль Руссе · Бернар Шмец                                   | Швеция · Курт Дальгрен · Густаф Дюрссен · Ханс Гранфельт · Карл Грипенстедт · Нильс Хельстен · Свен Тофельт |
| Рапира Личное первенство    | Рене Лемуэн | Густаво Марци                                                                                               | Джон Эмрис Ллойд                                                                                            |
| Рапира Командное первенство | Италия · Джорджо Кьяваччи · Джулио Гаудини · Джоаккино Гваранья · Густаво Марци · Уго Пиньотти · Саверио Раньо        | Венгрия · Янош Хайду · Отто Хатц · Густав Кальницки · Дьёрдь Пиллер-Йекельфалушши · Йожеф Ради · Петер Тот  | Австрия · Эрнст Байлон · Рихард Брюннер · Курт Эттингер · Карл Ханиш · Ханс Лион · Карл Зудрих              |
| Сабля Личное первенство     | Дьёрдь Пиллер-Йекельфалушши                                                                                           | Эндре Кабош                                                                                                 | Аттила Печауэр                                                                                              |
| Сабля Командное первенство  | Венгрия · Аладар Геревич · Дьюла Гликаиш · Шандор Гомбош · Эндре Кабош · Аттила Печауэр · Дьёрдь Пиллер-Йекельфалушши | Италия · Ренато Ансельми · Артуро Де Векки · Джулио Гаудини · Густаво Марци · Уго Пиньотти · Эмилио Салафия | Германия · Эрвин Касмир · Юлиус Айзенекер · Август Хайм · Хайнрих Мос                                       |

### Женщины
| Дисциплина               | Золото       | Серебро     | Бронза      |
| ------------------------ | ------------ | ----------- | ----------- |
| Рапира Личное первенство | Хелена Майер | Эрна Богати | Эллен Прайс |